# Olympische Sommerspiele 1952/Teilnehmer (Birma)
| Gelbes Symbol für Goldmedaillen mit stilisierten Olympischen Ringen | Graues Symbol für Silbermedaillen mit stilisierten Olympischen Ringen | Braundes Symbol für Bronzemedaillen mit stilisierten Olympischen Ringen |
| ------------------------------------------------------------------- | --------------------------------------------------------------------- | ----------------------------------------------------------------------- |
| —                                                                   | —                                                                     | —                                                                       |

Birma, das heutige Myanmar, nahm an den Olympischen Sommerspielen 1952 in der finnischen Hauptstadt Helsinki mit fünf Sportlern an fünf Wettkämpfen in zwei Sportarten teil.
Nach 1948 war es die zweite Teilnahme Birmas an Olympischen Sommerspielen. 

## Teilnehmer nach Sportarten

### Boxen
Fliegengewicht (bis 51 kg)
- Basil Thompson
Runde 1: Freilos
Runde 2: gegen Al Asuncion von den Philippinen ausgeschieden

Federgewicht (bis 57 kg)
- Nyein Nil Ba
Runde 1: gegen Lech Drogosz aus Polen nach Punktrichterentscheidung (0:3) ausgeschieden

Halbweltergewicht (bis 63,5 kg)
- Stanley Majid
Runde 1: Freilos
Runde 2: gegen Erkki Mallenius aus Finnland ausgeschieden

### Gewichtheben
Federgewicht (bis 60 kg)
- Nil Tun Maung
Finale: 295,0 kg, Rang 14
Militärpresse: 90,0 kg, Rang 7
Reißen: 87,5 kg, Rang 17
Stoßen: 117,5 kg, Rang 13

Leichtgewicht (bis 67,5 kg)
- Nil Kyaw Yin
Finale: 310,0 kg, Rang 14
Militärpresse: 87,5 kg, Rang 21
Reißen: 97,5 kg, Rang 12
Stoßen: 125,0 kg, Rang 10